# Lluís Maria Saumells i Panadés
Lluís Maria Saumells i Panadés (Gironella, 12 de març de 1915 - Tarragona, 11 de juny de 1999) va ser un pintor, dibuixant i escultor català. És un dels artistes de la renovació catòlica posterior a la Segona Guerra Mundial, continuador de l'esperit de les avantguardes.
Va exposar a Catalunya, a Castella, França, Suïssa, Alemanya, Suècia i l'Amèrica del Nord. Va ser premiat en diversos certàmens i actualment té obres en nombrosos museus. L'any 1958 fou seleccionat a la 41a Mostra Internacional patrocinada per la fundació Carnegie, a Pittsburgh.

## Biografia
Lluís M. Saumells va néixer a Gironella el 12 de març de 1915. Era el cinquè de sis germans, fills de Salvador Saumells Marimon, mestre nacional, i de Joana Panadés Terré, també mestra nacional, de Tarragona. El matrimoni Saumells havia arribat a Gironella per fer-se càrrec de les escoles de nens i nenes de la vila cap a 1907, i hi visqueren fins cap a 1925. Després la família es va traslladar a Reus, i més endavant, als 16 anys, a Tarragona, fins al 1935, quan va tornar a Barcelona. Va passar la Guerra Civil a Gironella, i quan va acabar va tornar a Tarragona. Entre 1946 i 1948 va ser a París, per ampliar estudis i donar-se a conèixer.

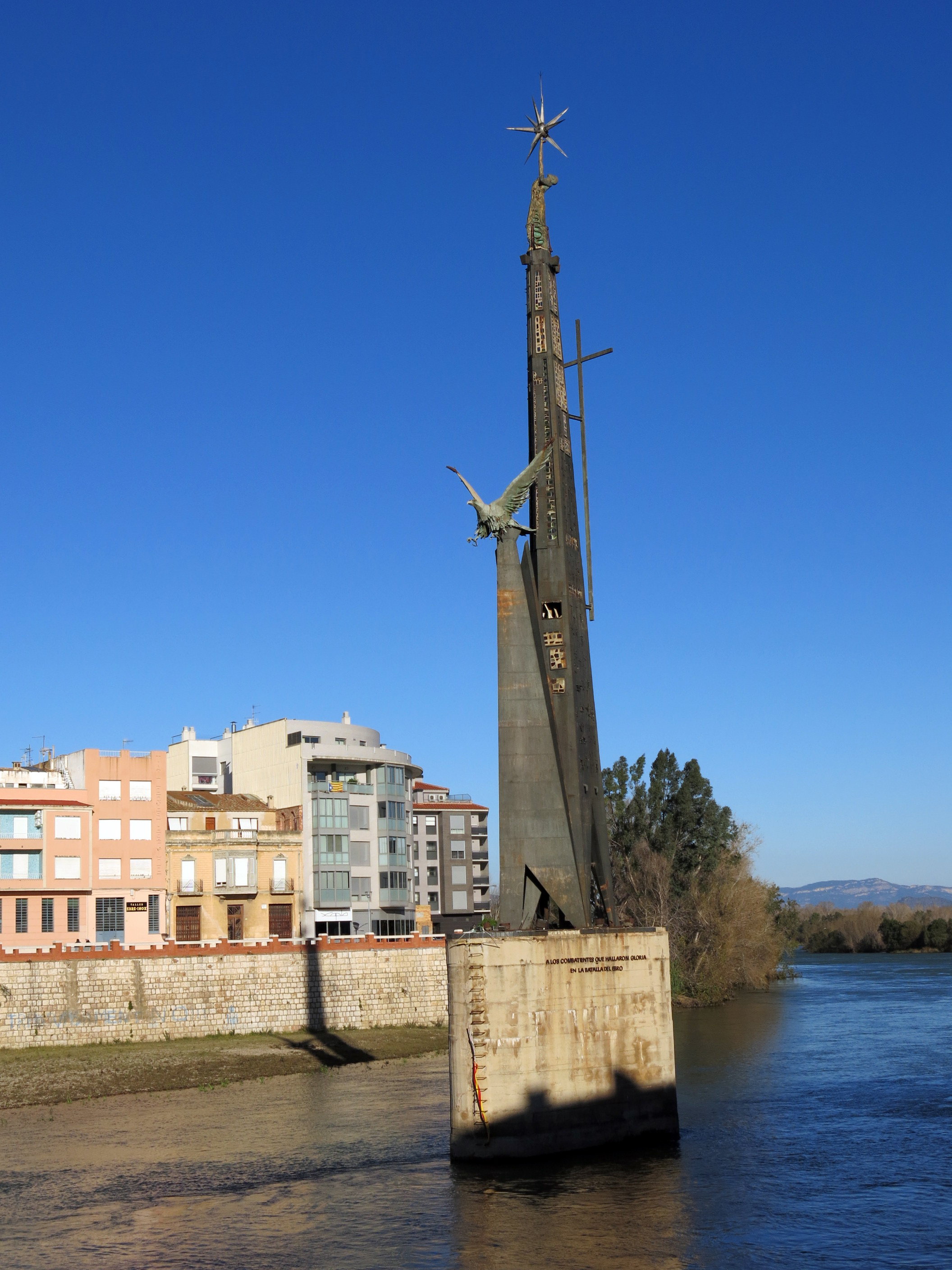
Monument a la Batalla de l'Ebre, Tortosa, de Lluís Maria Saumells

El 1954 fou nomenat director de l'Escola-taller d'Art de Tarragona, on exercí la tasca docent. Va rebre, entre d'altres, els premis Sant Jordi de la Diputació de Barcelona (1958) i el Ciutat de Barcelona d'escultura (1970). De les seves obres, cal destacar el monument de Jaume I, a Salou. i el monument a la Batalla de l'Ebre, a Tortosa (1966): El 27 de novembre de 1962, l'escultor, llavors director de l'Escola Taller d'Art de la Diputació, va ser convocat pel governador civil a una reunió, amb el president de la diputació i l'alcalde de Tortosa, en la qual se li va encarregar la maqueta del futur monument franquista a la batalla de l'Ebre. Sis dies més tard la maqueta estava conclosa i fou portada pel governador civil a Madrid

## Obra pública en museus i altres institucions
Els següents museus i institucions disposen d'obra pública de Lluís M. Saumells:
- Facultat de Dret, Universitat de Barcelona, Crucifix i Sant Ramon de Penyafort (relleu), en bronze (1959)
- Frankfurter Kunstkabinett Hanna Bekker vom Rath. Frankfurt Göteborgs Konstmuseum
- MACBA (Museu d'Art Contemporani de Barcelona)
- Museu Abelló (Mollet del Vallès)
- Museo de Arte Contemporáneo de Madrid
- Museo de Bellas Artes de Bilbao
- Museu Fundació Juan March de Palma
- Museo Provincial de Huesca
- National Temple of Washington. Diversos crucifixos
- Església de la Porciúncula, Palma. (Crucifix)
- Panteó-cripta de la família March, Palma. (Crucifix 1967). (Crucifix vista anterior i posterior)